# Юлдашев, Фарход
Фарход К. Юлдашев (узб. Farxot Yoʻldoshev, 5 января 1980, Узбекская ССР) — узбекский футболист, вратарь, выступающий за таджикский клуб «Далерон-Уротеппа».

## Карьера
Играл в командах «Согдиана» (Джизак, Узбекистан), «Андижан» (Андижан, Узбекистан), «Динамо» (Самарканд, Узбекистан), «Металлург» (Бекабад, Узбекистан).
С 2008 года выступает в Таджикистане за клубы «Вахш» (Курган-Тюбе), «Истиклол» (Душанбе), «Регар-ТадАЗ», «Далерон-Уротеппа». Мастер спорта Республики Таджикистан. Двукратный чемпион РТ. Обладатель Кубка Таджикистана. Лучший вратарь Таджикистана 2010 года.